# Mycomya curvithoracis
Mycomyia curvithoracis
Espèce
Synonymes
- Mycomyia curvithoracis Théobald, 1937

Mycomya curvithoracis est une espèce fossile d'insectes diptères de la famille des Mycetophilidae (les « moucherons fongiques »).

## Classification
L'espèce Mycomyia curvithoracis est décrite en 1937 par le paléontologue français Nicolas Théobald (1903-1981),.

### Une collection du Chattien de l'Oligocène de France
L'holotype est un échantillon Am27 ou MNHN.F.B24457 des collections du muséum national d'histoire naturelle de Paris provenant du gypse d'Aix-en-Provence,,.

### Confirmation du genre
Le genre est confirmé en 2021 par Sarah Siqueira Oliveira (d) et Dalton De Souza Amorim (d),.

### Étymologie
L'épithète spécifique latine curvithoracis signifie « poitrine incurvée ».

## Description

### Caractères
Diagnose de Nicolas Théobald en 1937, : 

« Insecte de petite taille, corps brunâtre très foncé ; pattes brunes, avec l'extrémité des articles plus foncée ; ailes claires. Tête petite, arrondie ; antennes longues, quatorze articles cylindriques ; l'avant-dernier est un peu plus long que les autres, le dernier ovale. Thorax fortement bombé, nettement séparé de la tête et de l'abdomen. Abdomen en fuseau, six segments bien visibles, un 7e très court. Ailes longues, détachées sur l'échantillon, dépassant l'abdomen ; nervation assez effacée ; Sc se termine un peu avant le milieu du bord antérieur ; Rs légèrement ondulé ; M bifurquée assez loin au delà de la nervure transversale Rs-M; Cu bifurquée plus vers l'intérieur ; A courte. Pattes grêles, fortement velues ; cils sur fémurs et tarses. ».

### Dimensions
La longueur totale est de 5,5 mm ; la longueur de l'aile est de 4,5 mm.

### Affinités
« L'Insecte appartient certainement à la famille des Mycetophylidae. La sous-famille des Sciophilinae présente une M fourchue. Dans les Mycomyia et Polylepta, cette fourche se trouve assez loin de la nervure transversale Rs-M. Dans les Polylepta, Rs est fortement ondulé, dans les Mycomyia par contre il est tendu ou peu courbé, c'est le cas ici.
F. Meunier a décrit Tetragoneura sannoisiensis de l'Oligocène d'Aix (p.197, pl VII, fig. 6) qui a une taille plus petite et une nervation des ailes très différente. ».

## Biologie
« Le g. Mycomia est répandu en Europe, Afrique, Asie, Australie et dans les deux Amériques. Les larves vivent dans les champignons. ».

## Galerie
- Quelques espèces vivantes du genre Mycomya.
- Mycomya fuscata.
- Mycomya cinerascens.
- Mycomya tumida.
- Mycomya pectinifera.

### Publication originale
- [1937] Nicolas Théobald, « Les insectes fossiles des terrains oligocènes de France 473 p., 17 fig., 7 cartes,13 tables, 29 planches hors texte », Bulletin Mensuel de la Société des Sciences de Nancy et Mémoires de la Société des sciences de Nancy, Imprimerie G. Thomas,‎ 1937, p. 1-473 (ISSN 1155-1119 et 2263-6439, OCLC 786027547). .